# Stazione di Campagna-Serre-Persano
La stazione di Campagna-Serre-Persano è una stazione ferroviaria ubicata sulla linea Battipaglia-Potenza-Metaponto, in via Persano Scalo, nel comune di Campagna, e serve i comuni di Campagna e Serre e la frazione Persano, distanti rispettivamente 9, 9 e 10 km dalla stazione.

## Storia
Costruita alla fine del 1800 in località Castrullo, la sua ubicazione fu oggetto di una controversia nell'amministrazione locale dell'epoca riguardante la sua localizzazione e il tracciato ferroviario seguente.
Fino al 16 novembre 1950 era denominata "Persano", e in tale data assunse la nuova denominazione di "Serre-Persano".

## Strutture e impianti
La stazione, impresenziata, dispone di 2 binari muniti di marciapiede per il servizio viaggiatori, ed ha un fabbricato viaggiatori chiuso e in disuso.

## Movimento
Progettata per il trasporto passeggeri di Campagna, di Serre e in specialmodo del compartimento militare di Persano, ha uno scarso traffico passeggeri.